# Guirandana de Lay
Guirandana de Lay ( ¿? - 1461), conocida como cap e bordon o líder del aquelarre de Villanúa, en el Alto Aragón, fue una curandera española del siglo XV acusada de ser hechicera y envenenar a niños y adultos, entre otras maldades, y condenada a la hoguera por el juzgado de Jaca. 

## Biografía
Si bien en el proceso se sitúa su residencia en Villanúa, no se hace alusión a otras referencias personales como fecha y lugar de nacimiento, pudiendo ser de origen local, como de origen bearnés. Recurriendo a una relación toponímica se podría deducir una procedencia de la villa Lay-Lamidou al oeste de Pau, muy próximo a Lucq-de-Béarn. Aragón fue zona de frecuente migración para bearneses, muchos de ellos juzgados por nigromantes, brujas y hechiceras entre los siglos XV y XVIII, hecho agudizado por el estigma de ser extranjeros. Por otra parte, no se especifica parentesco, salvo su madre, Vicienta de Lay, acusada de ser miembro del aquelarre y origen de la relación con la magia negra y el diablo. A menudo, mujeres acusadas de brujería eran solteras y se ocupaban de oficios como curanderismo, herboristería, partería, alcahuetería, o cumplimiento de alguna labor sanitaria. Oficios con los que se ganaban la vida y cuya tradición ha perdurado como herencia hasta la actualidad en estas zonas del Pirineo aragonés. 
La persecución, juicio y castigo de Lay, es un caso ejemplar de brujería de montaña. En el proceso descrito en el Archivo Municipal de Jaca se manifiesta un contexto doméstico que vislumbra un trasfondo de conflictos vecinales, riñas y disputas en el seno de una comunidad local de alta montaña. Numerosas investigaciones revelan como la sociedad bajomedieval tendía a generar de forma asidua chivos expiatorios como contramodelo de la sociedad modélica cristiana, recurriendo a los sectores más vulnerables y siendo las mujeres de sectores empobrecidos el principal foco de dicha práctica. En la sociedad misógina medieval, el hombre es poseedor de atributos bondadosos, mientras que en la mujer confluían la maldad y las bajas pasiones.
Las supuestamente diabólicas acciones atribuidas a de Lay fueron condenadas por un juzgado civil configurado por siete hombres responsables de la acusación, con la intervención como testigos de diecisiete personas de Villanúa, las cuales corroboraron sus hechicerías. De Lay aparece vinculada a Narbona de Cenarbe, procesada y quemada por la Inquisición en 1498 en Zaragoza, otra conocida hechicera y bruja de la zona del Villanúa. Según la cultura popular oral y escrita, ambas utilizaron lugares con atribuciones místicas en la zona como las Cueva d’as Güixas y la Caseta d’as Güixas.

## Enjuiciamiento
El proceso de acusación contra de Lay se inició el 12 de marzo de 1461 en la ciudad de Jaca, donde el procurador presentó la acusación señalándola como rea criminal. La acusación incluía ocho muertes producidas, entre septiembre de 1457 y enero de 1461, a vecinos de Villanúa después de que la acusada les diera ciertas hierbas o pociones. Encabezaba dicha acusación el escudero Blasco de Acín, cuyos hijos Gil e Inés (esta última de 11 años), habían muerto, respectivamente, en septiembre de 1457 y diciembre de 1460, después que Guirandana les envenenara con una manzana (pociones envueltas en un cuarto de manzana) y un trozo de pan (pan mezclado con ciertos polvos y hierbas mortíferas). El mismo día que se inició el procedimiento, se pidió su encarcelamiento inmediato, así como el pago de las costas del juicio. Un día después, el 13 de marzo de 1461, de Lay fue hecha prisionera y trasladada a Jaca. El fiscal presentó una acusación criminal cuyo contenido recogía, entre otras, las acusaciones de envenenamiento y hechicería. Tras esta exposición de los hechos, el juez dictaminó que fuese quemada en el fuego además de ser obligada a pagar los gastos del juicio.
Durante los días 13 y 14 de marzo de 1461, tuvo lugar el interrogatorio en el que de Lay negó las acusaciones, además de expresar su intención de proteger a las personas enfermas. Tras una serie de preguntas sobre cómo habían transcurrido los hechos, la acusada mostró arrepentimiento de lo sucedido.
El 24 de marzo de 1461, de Lay acudió a un nuevo interrogatorio en Jaca, así como a la petición de pago de las costas del juicio. El fiscal solicitó una tasación de las expensas y el juez ordenó ejecutar dicha solicitud embargando los bienes de la acusada. Solo se puede imaginar que la acusada fuese quemada, puesto que en el proceso no consta dicha sentencia.
De Lay nunca recibió la etiqueta de bruja durante el proceso judicial que finalmente acabó con su vida. Poco tiempo después, diversos procesos similares incorporaron el apelativo de bruja, como en el caso de Narbona d’Arcal de Cenarbe. Tras la acusación de envenenar a varios vecinos de Villanúa, igual que su compañera, el proceso judicial finalizó en Jaca con la quema de la acusada. 
No queda claro en los escritos si los habitantes de Villanúa sufrieron algún tipo de epidemia durante el siglo XV y recurrieron a la hechicería o fueron de Lay y sus compañeras las que actuaron con alevosía.

## La Brujería en el Alto Aragón
En Aragón, el término bruja en las Ordinaciones y Paramientos de Barbastro de 1396, no especifica qué delincuentes quedaban recogidos en dicha denominación. La Inquisición de Zaragoza fue la primera en actuar contra las brujas. Gracia del Valle fue la primera condenada a la hoguera de una de ellas en 1498. Ese mismo año, fue procesada Narbona d’Arcal, vecina de Cenarbe (Villanúa).